# Tchad i olympiska sommarspelen 2000
Tchad deltog i de olympiska sommarspelen 2000 med en trupp bestående av 2 deltagare, 1 man och 1 kvinna, och de tog inga medaljer.

## Friidrott
Damernas 100 meter
- Moumi Sebergue
  1. Omgång 1 - 11.00 (gick inte vidare)

Damernas 200 meter
- Kaltouma Nadjina
  1. Omgång 1 - 23.81 (gick inte vidare)

Damernas 400 meter
- Kaltouma Nadjina
  1. Omgång 1 - 52.34
  2. Omgång 2 - 52.60 (gick inte vidare)